# Pinus pinea
Pinus pinea, el pino piñonero, pino manso, pino doncel o pino albar es una especie arbórea de la familia de las pináceas. Su nombre "pino piñonero" proviene del hecho de que produce como semilla grandes piñones consumidos por la humanidad desde tiempos inmemoriales, puesto que si bien los piñones de otras especies europeas de pino también se pueden comer, son mucho más pequeños (hay especies americanas con piñones grandes que se explotan comercialmente). Es originario de la región mediterránea.

## Descripción

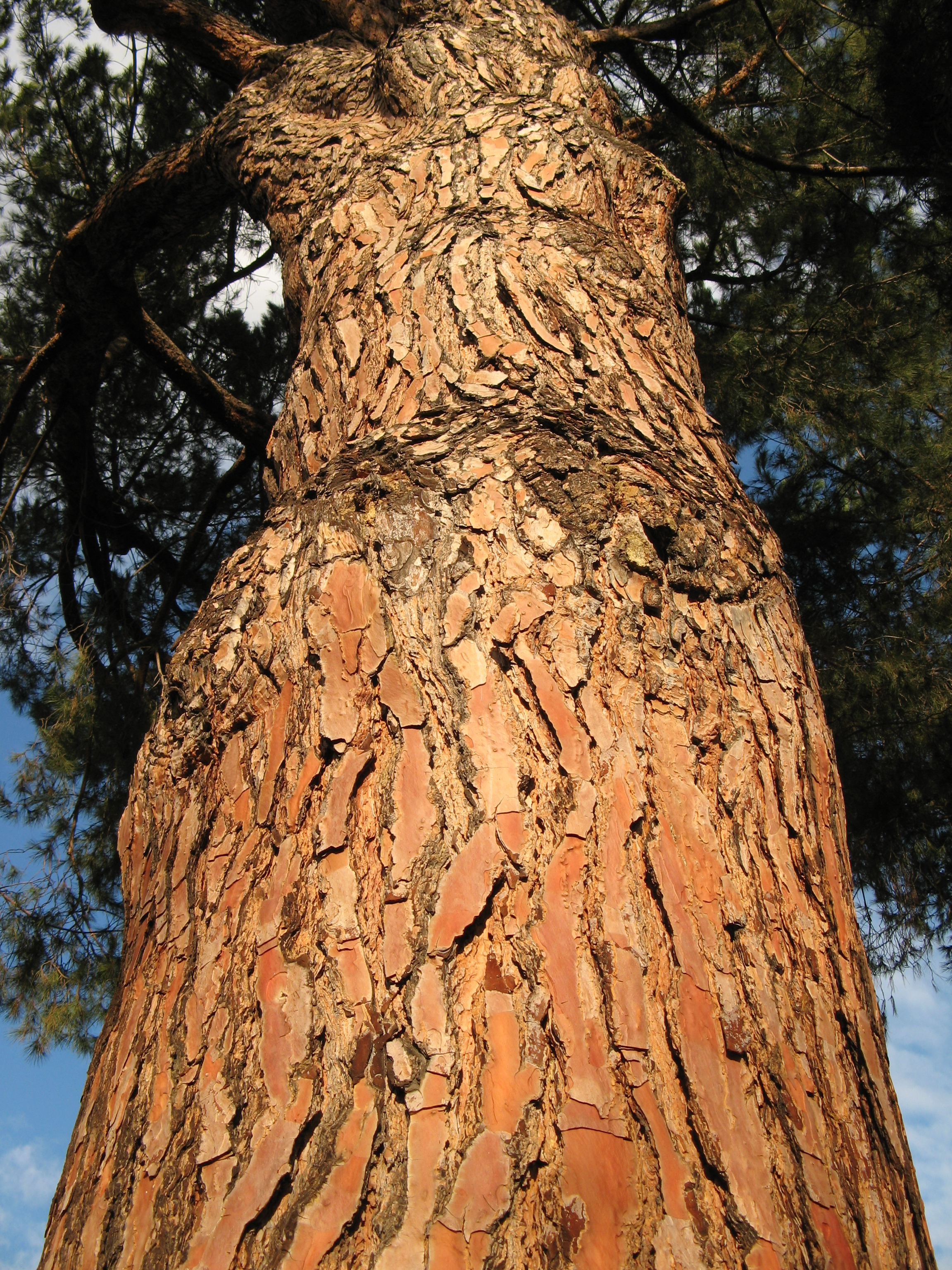
Láminas rojizas y verticales de la corteza en detalle.

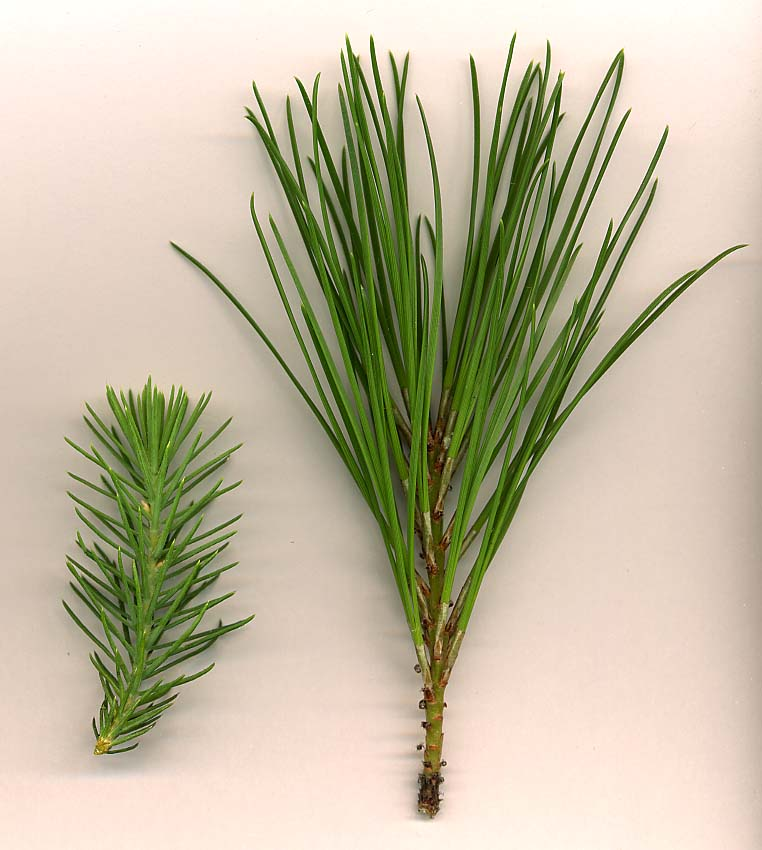
Follaje juvenil (izquierda) y maduro (derecha).

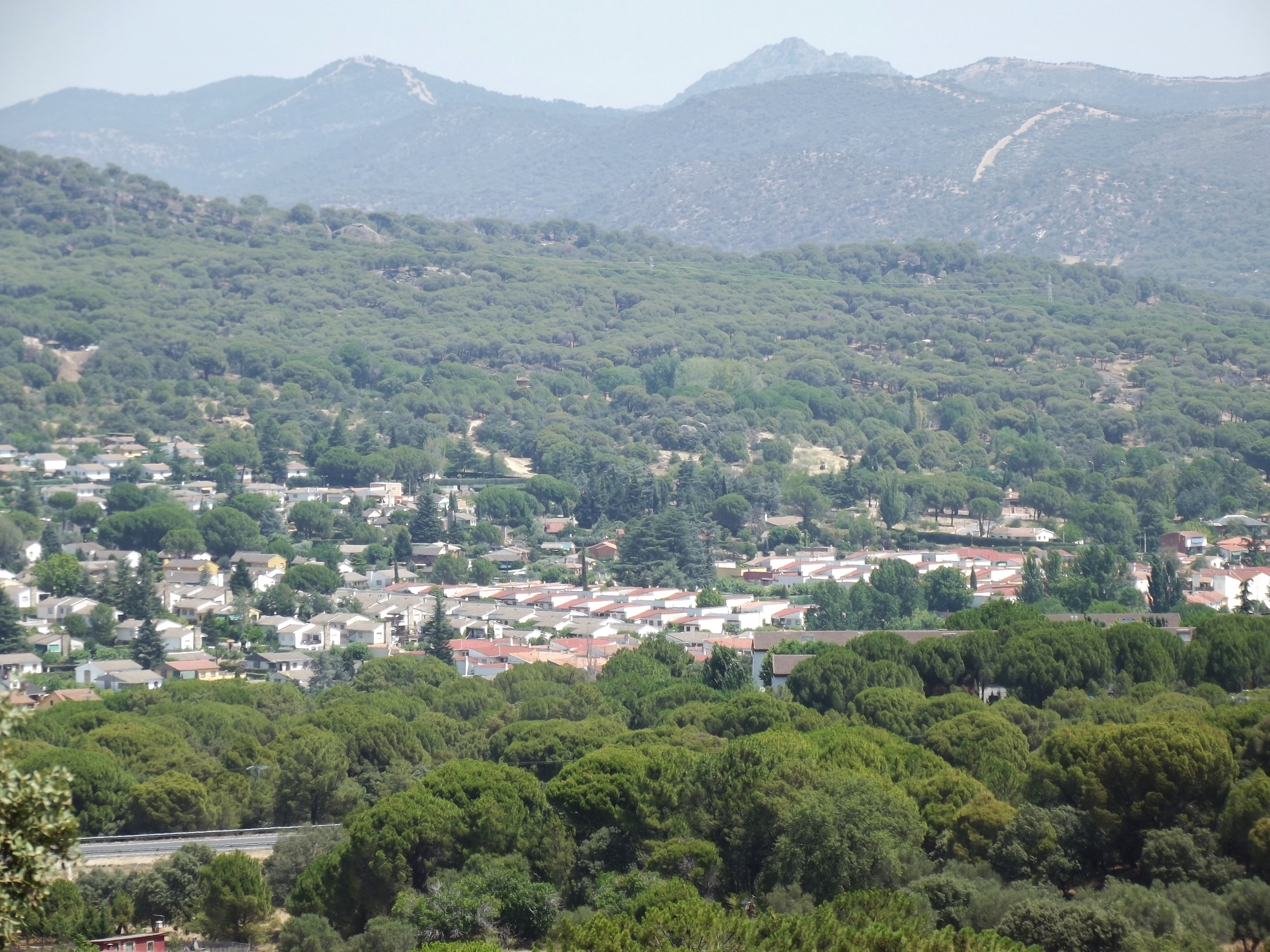
Extenso bosque de pinos piñoneros en Pelayos de la Presa (Comunidad de Madrid, España). Se aprecia la forma redondeada de su copa en primer plano y en las montañas del fondo.

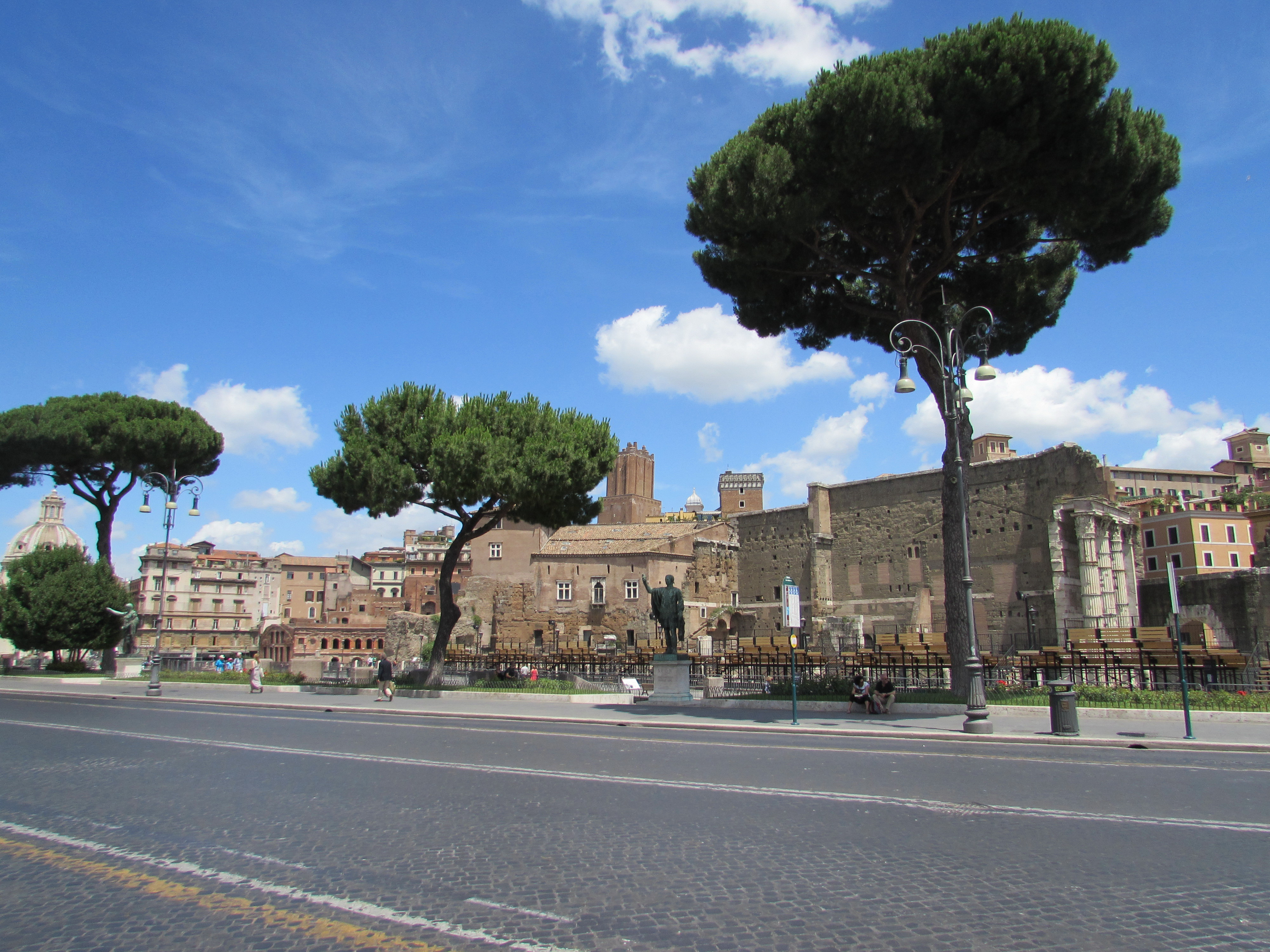
Pinos piñoneros ornamentales en la Via dei Fori Imperiali en Roma.

El pino piñonero es una conífera de hoja perenne que puede exceder los cincuenta metros de altura, pero las alturas entre doce y veinte metros son más típicas. En la juventud, tiene forma de globo redondeado; en su edad media es característica su copa redonda y tronco grueso; finalmente, en la madurez, posee una copa ancha en forma de sombrilla de hasta ocho metros de ancho. La corteza es gruesa, de color marrón rojizo y profundamente fisurada en placas verticales anchas. Las hojas pueden medir hasta 20 cm de largo, con acículas agrupadas de dos en dos.
El pino piñonero crece para después abrirse mediante ramas de similar grosor en una copa redondeada y achatada, en forma de sombrilla. La superficie del tronco se caracteriza por disponer de placas de color grisáceo, separadas por grietas rojizas. Prefiere los suelos arenosos, aunque crece sin problemas también en suelos podzólicos, latosoles y pardos rojizos.
Las piñas son ovalo-esféricas de entre 10 y 15 cm de longitud y maduran al tercer año, dando unos piñones cubiertos de una dura corteza, de 1 cm de longitud, carnosos y sabrosos, pudiendo haber piñas en su primer año de maduración junto con otras listas para ser recogidas en la copa de un mismo pino piñonero. En España la temporada de recogida de la piña se establece entre los meses de noviembre y enero por los piñeros todos los años.
- Densidad: 590 kg./m3.
- Módulo de elasticidad: 7500 N/mm².
- Dureza: semidura.

## Distribución y hábitat
Pinus pinea es una especie heliófila, resiste muy bien la sequía estival durante largos períodos de tiempo, los suelos con escasa humedad y temperaturas medias muy altas, aunque no soporta heladas muy extremas.
P. pinea es una especie característica de la comunidad Pinetea halepensis.
Esta especie es natural de toda la cuenca mediterránea. Su rango de distribución prehistórico incluía el norte de África y las regiones del Magreb durante un período climático más húmedo. Su gama natural contemporánea está principalmente en los bosques mediterráneos de la costa norte de este mar, incluyendo:

### Sur de Europa
La ecorregión de los bosques de coníferas ibéricos de la península ibérica en España y Portugal; La ecorregión de los bosques esclerófilos italianos en Francia e Italia; La ecorregión de los bosques esclerófilos y mixtos Tirreno-Adriático del sur de Italia, Sicilia y Cerdeña; Los bosques caducifolios ilíricos de la costa oriental de los mares Jónico y Adriático en Croacia y Albania; Y el Mar Egeo y el oeste de Turquía.
En la península ibérica es más habitual en la zona centro y sur, concretamente en la Meseta Central y el Valle del Guadalquivir. Se desarrolla normalmente en un rango de alturas que van desde el nivel del mar hasta los 1000 o 1200 m s. n. m., formando bosques monoespecíficos preferentemente en suelos silíceos.
Uno de los mejores bosques naturales de pino piñonero se encuentra en el extremo suroeste de la Comunidad de Madrid, en torno al Embalse de San Juan. Los ejemplares, maduros en su mayoría, crecen junto a otras especies mediterráneas, creando un ambiente muy rico y diverso.[cita requerida]

### Asia Occidental
En Asia Occidental no es muy abundante pero crece en la ecorregión del Bosque del Mediterráneo oriental en Turquía, la costa de Siria, Líbano y el norte de Palestina.

## Usos
La madera del pino piñonero es ligera y flexible. Se puede utilizar en carpintería y en estructuras, en particular, en la construcción marítima.
También puede utilizarse para hacer carbón vegetal de manera tradicional, quizás con las carboneras o boliches (pirámides de troncos de madera que dejan simplemente un pequeño orificio para dejar salir el humo mientras la madera se cuece en su interior siendo este completamente cubierto por arena).
Igualmente también se utiliza la madera de este pino para la fabricación de pasta de papel o para obtener resina.
Los piñones se utilizan en repostería, en guarnición de ensaladas, o también en platos en salsa de tipo Tayín que mezcla azucarado y salado. El piñón entra en numerosos platos mediterráneos, y antaño tenía la reputación de ser afrodisiaco.

### Producción de piñones
España es el primer productor mundial de piñones seguido de los países de la cuenca mediterránea, Francia, Portugal, Italia y Turquía. Otros países, como Chile, están estudiando adoptar su cultivo. Solo en Andalucía existen 200 000 hectáreas, en Castilla y León 90 000 hectáreas. En la localidad de Pedrajas de San Esteban (provincia de Valladolid, Castilla y León) se procesa el 90% de los piñones del país.

### Uso ornamental
Muchos países del sur de Europa han utilizado históricamente el pino piñonero como un árbol ornamental por su curiosa y casi perfecta forma redondeada. Es un árbol abundante tanto en fincas particulares como en calles en España, Italia, Portugal y Turquía.
En Italia, el pino piñonero fue un elemento del paisaje estético del jardín italiano desde el período del Renacimiento. El árbol figura entre los símbolos de Roma, donde muchas carreteras romanas históricas, tales como la Via Appia, se adornan con pinos piñoneros en línea. También se plantaron estos pinos en las colinas del Estrecho del Bósforo en Estambul para fines ornamentales durante el período otomano. En la década de 1700, Pinus pinea comenzó a ser introducido como árbol ornamental a otras regiones climáticas mediterráneas del mundo, y ahora se encuentra a menudo en jardines y parques en Sudáfrica, California y Australia. Se ha naturalizado más allá de las ciudades en Sudáfrica hasta el punto de que está catalogado como una especie invasora allí. También se ha plantado tan al norte de Europa como Escocia, y en la costa este de los Estados Unidos hasta Nueva Jersey.
Los pequeños especímenes se utilizan para bonsái, y también se cultivan en macetas grandes. Los ejemplares de un año están disponibles estacionalmente como árbol de Navidad de 20-30 cm de altura.

## Taxonomía
Pinus pinea fue descrita por Carlos Linneo y publicado en Species Plantarum 2: 1000. 1753.
Etimología
Pinus: nombre genérico dado en latín al pino.
pinea: epíteto
Sinonimia
- Apinus pinea (L.) Neck. ex Rydb.
- Apinus pinea (L.) Neck.
- Pinea esculenta Opiz
- Pinus africana K.Koch
- Pinus aracanensis Knight ex Gordon
- Pinus arctica Carrière
- Pinus esculenta Opiz
- Pinus fastuosa Salisb.
- Pinus fragilis Carrière
- Pinus maderiensis Ten.
- Pinus sativa Garsault[9][10]

## Nombre común
- Castellano: cañamón, doncel, doncell, pin doncel, pino, pino albal, pino albar, pino alvar, pino arbal, pino blanquillo, pino bueno, pino de comer, pino de la sierra, pino de la tierra, pino de madera, pino de piñones, pino de piñón gordo, pino doncel, pino manso, pino parasol, pino piñero, pino piñonero, pino piñorero, pino real, pino redondo, pino romano, pino rubial, pino uñal, pino vero, pinos, pinu, pinón, piña, piña albar, piñal, piñón.[11]

## Galería de imágenes

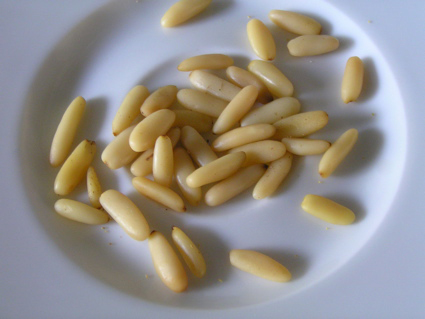
Piñones, las semillas comestibles del Pinus pinea.
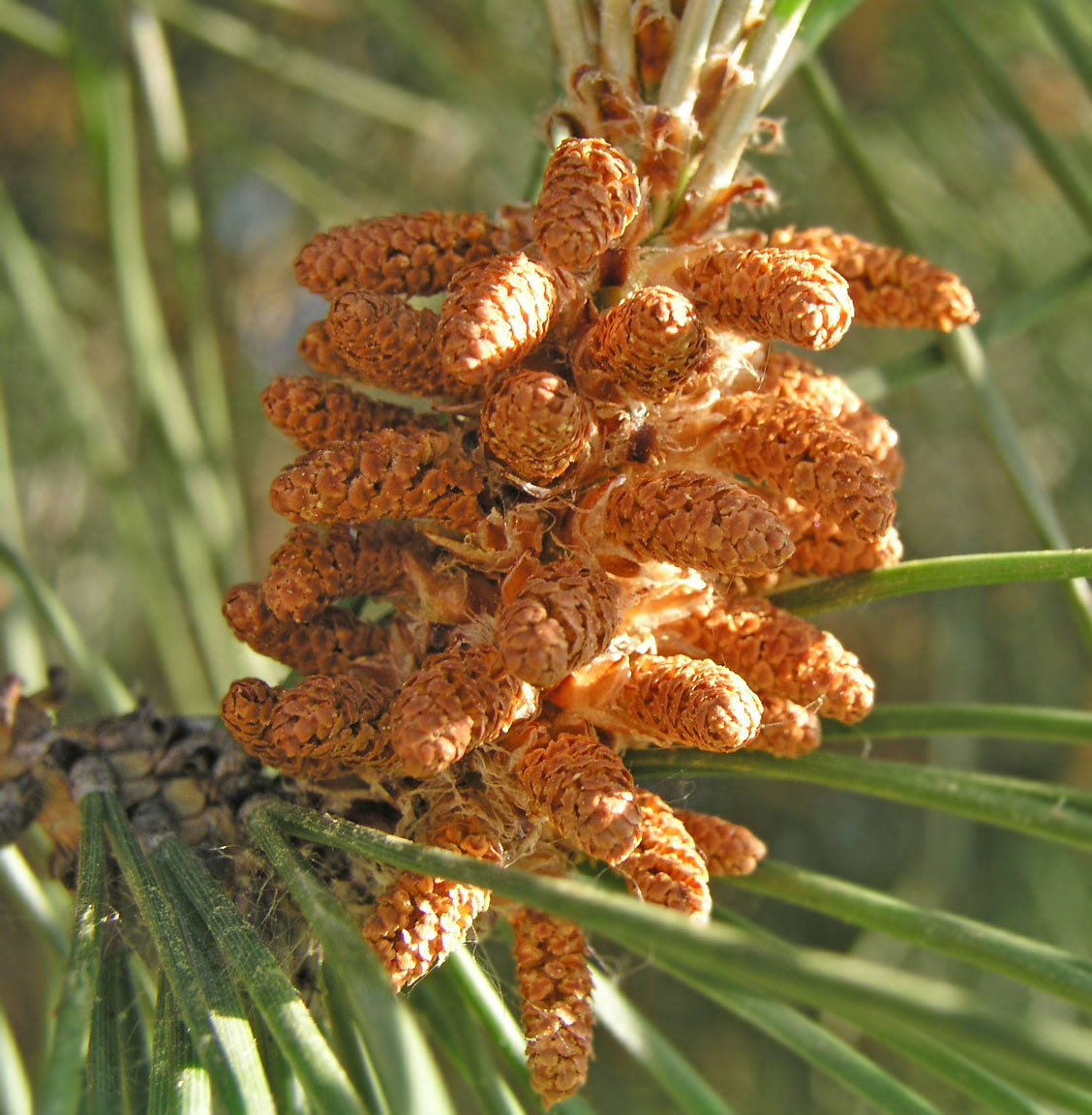
Conos masculinos.
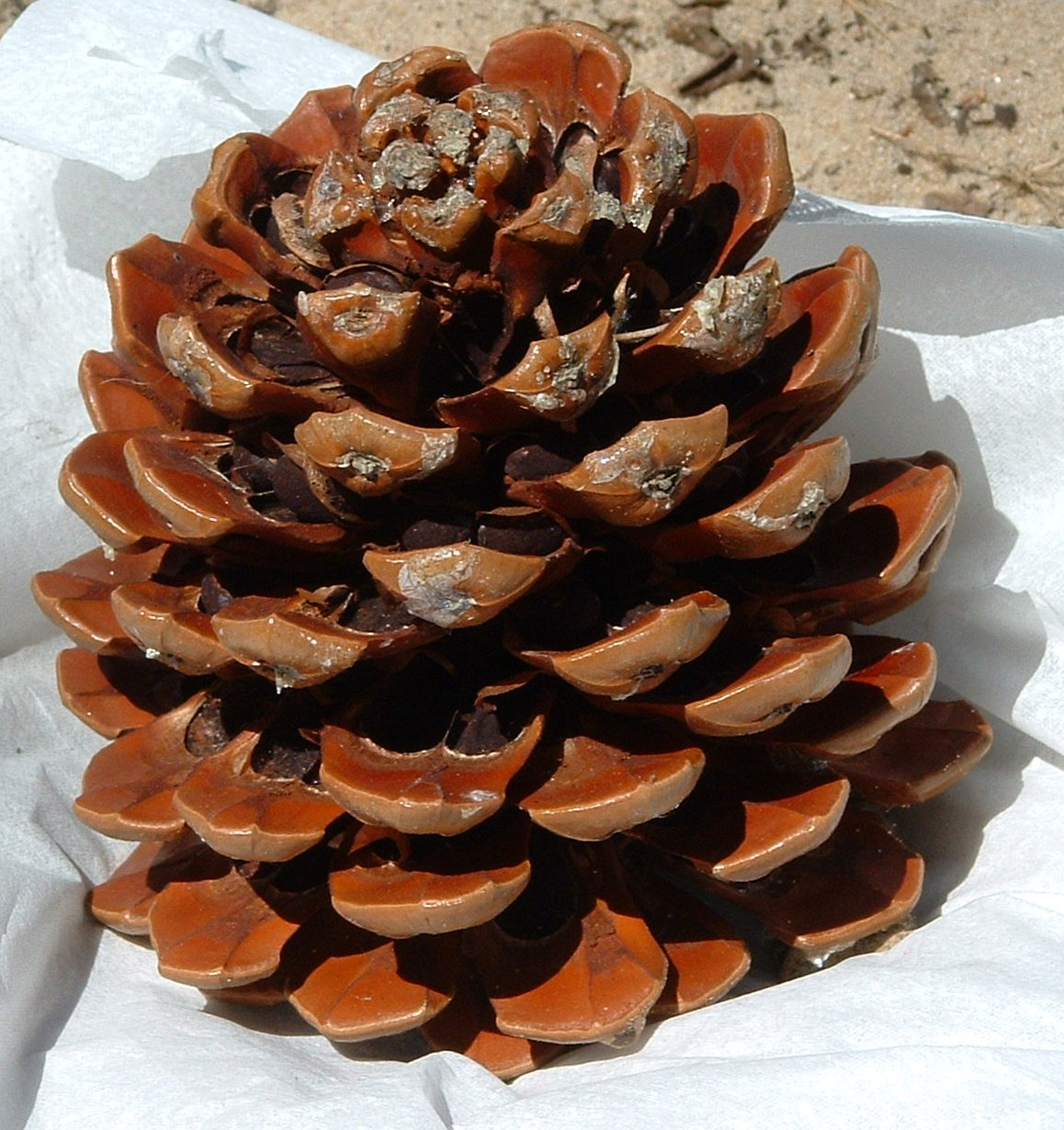
Piña madura abierta.
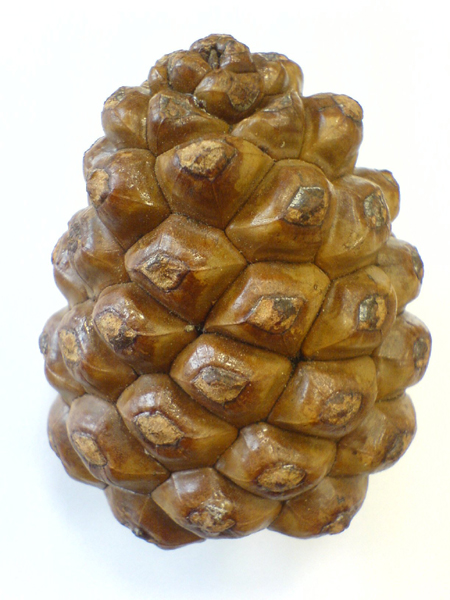
Piña madura cerrada.
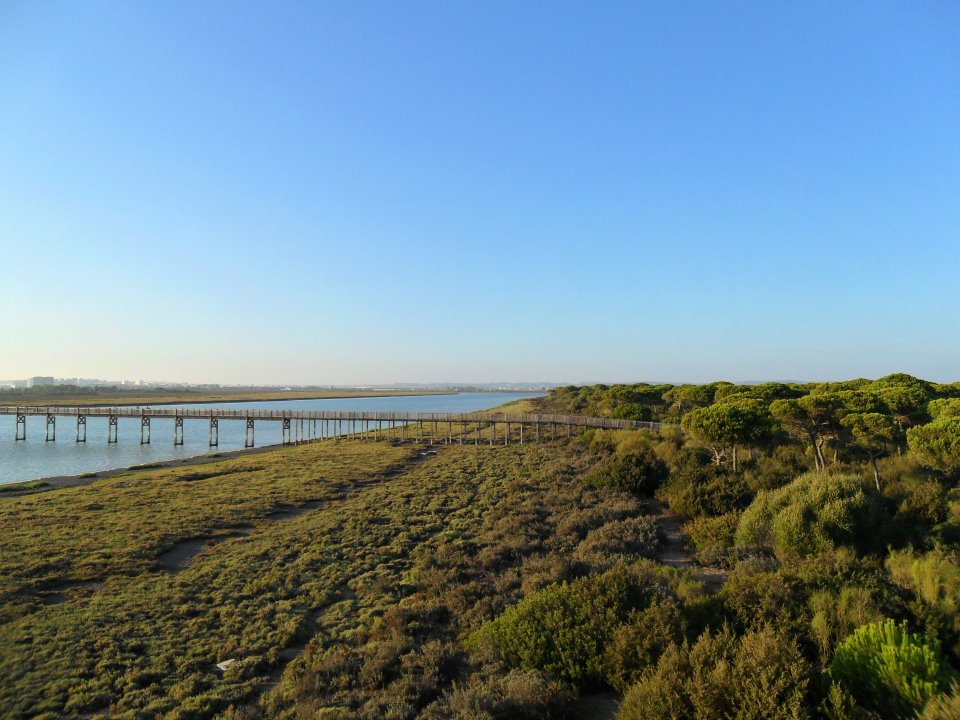
Pinar del Sur de España. Es común la distribución en grandes bosques costeros.
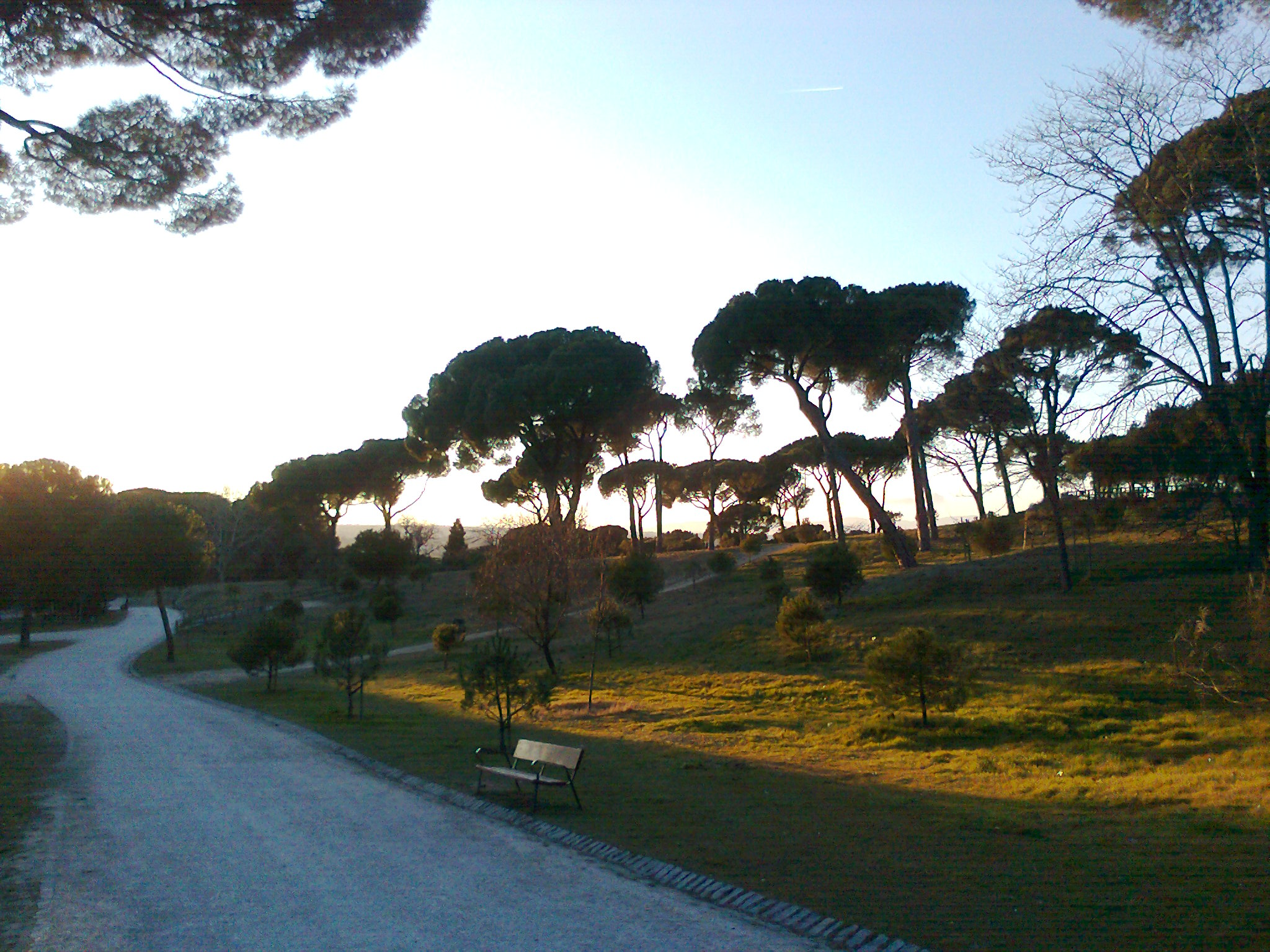
Vista de los pinos piñoneros en la Dehesa de la Villa (Madrid).
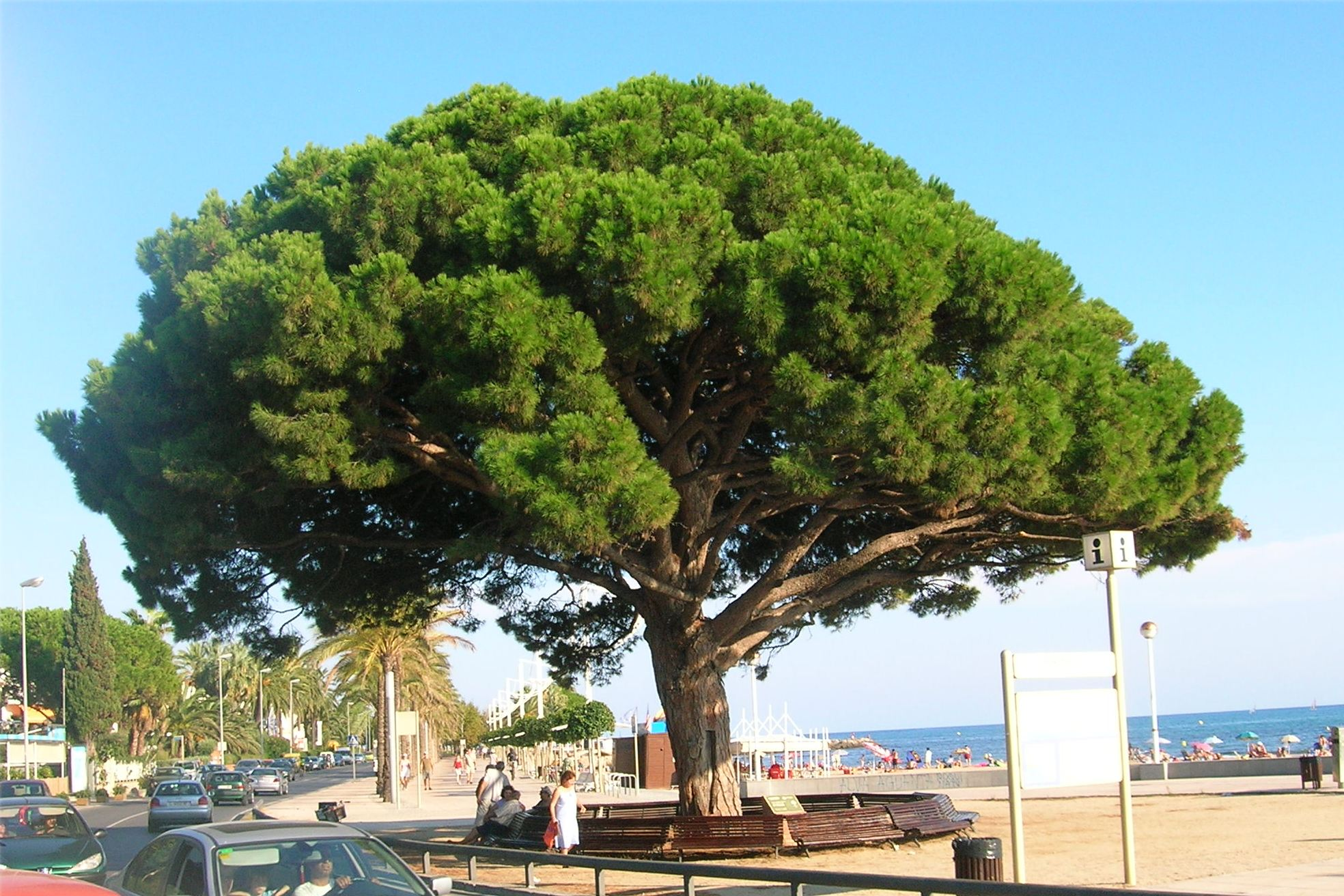
Pino piñonero en el paseo marítimo de Cambrils, España.
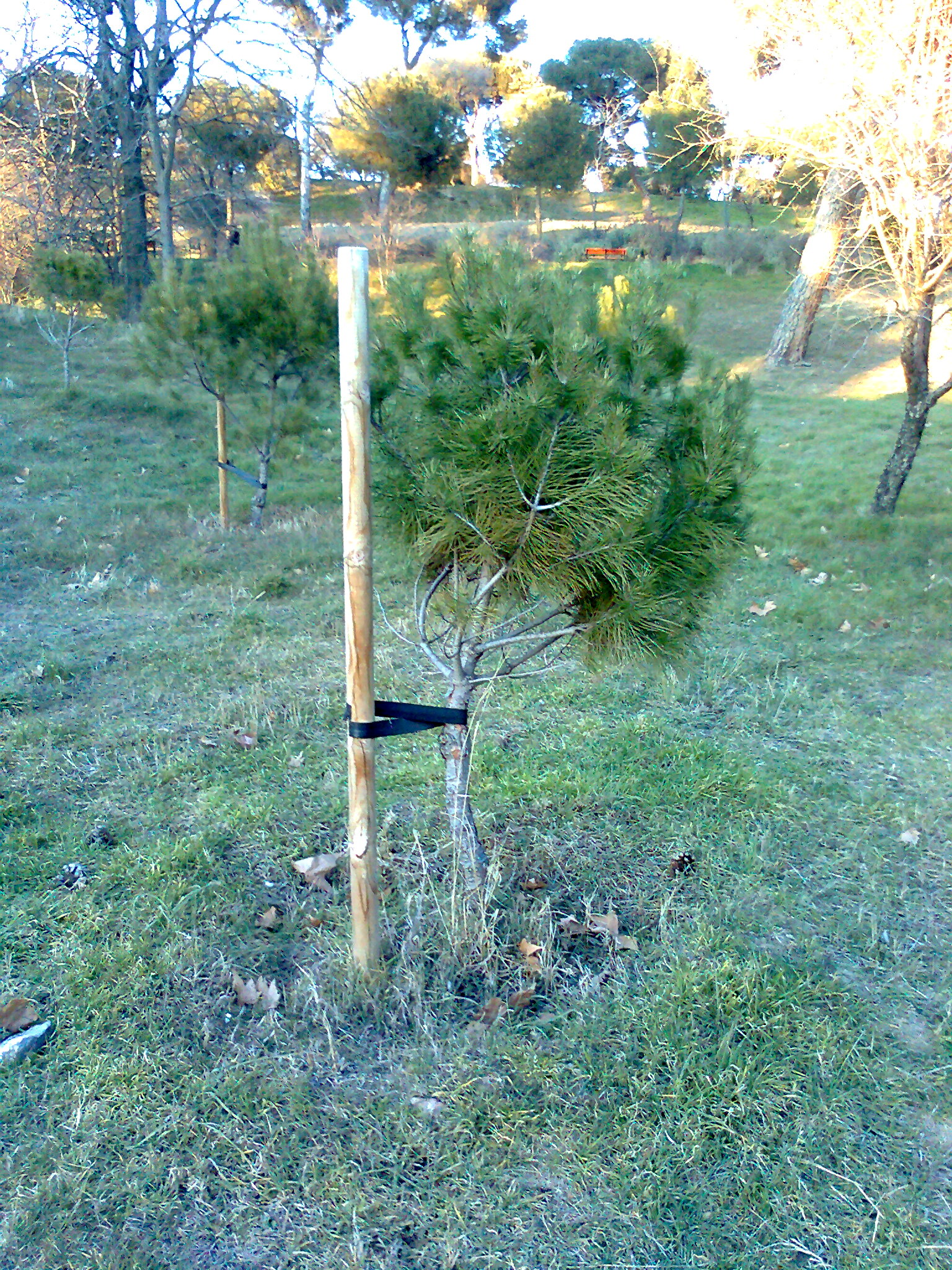
Ejemplar joven de pino piñonero.
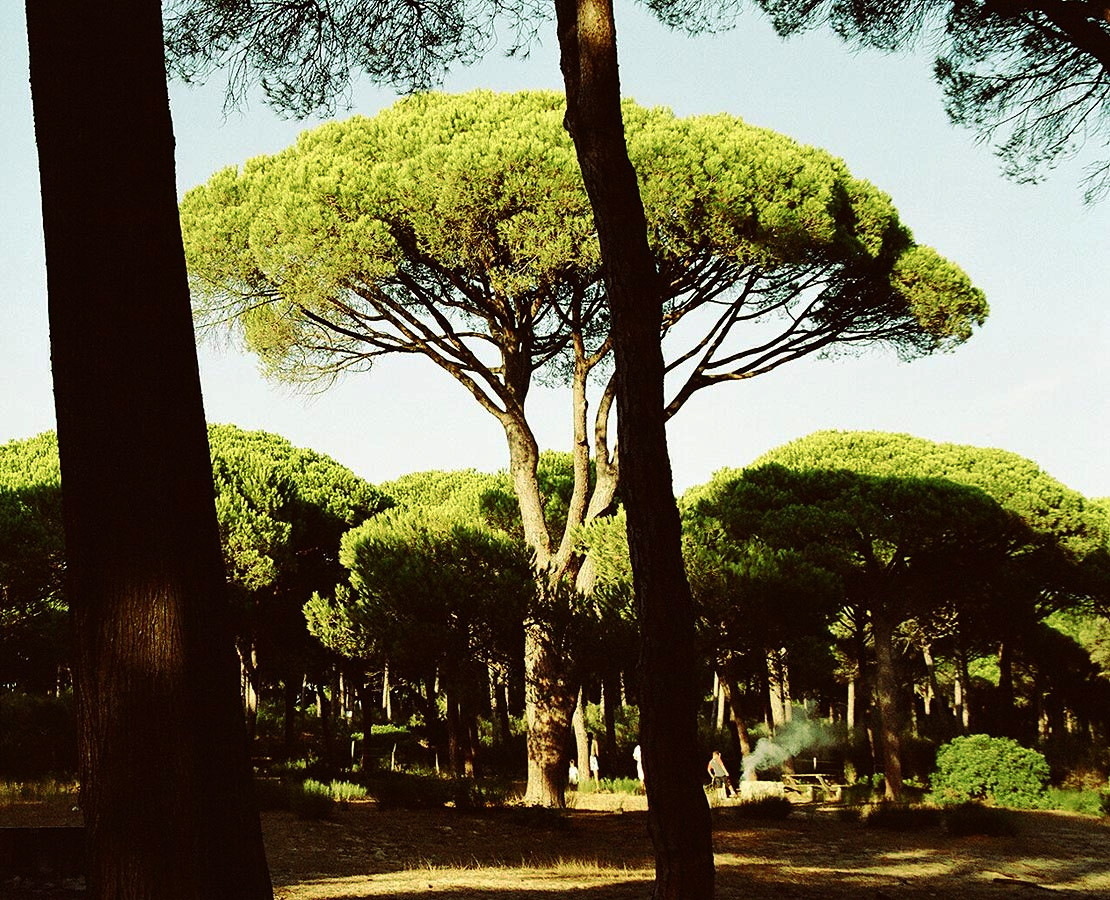
Ejemplar adulto en la Costa de la Luz (España).
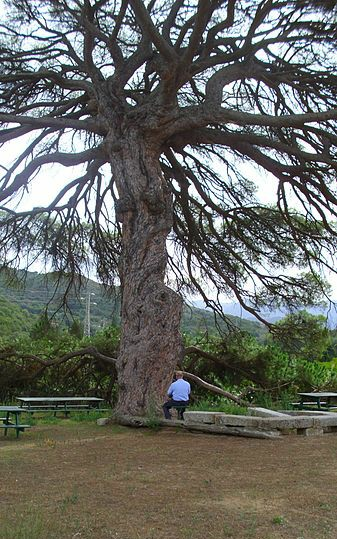
Ejemplar muy viejo en Cerdeña (Italia).
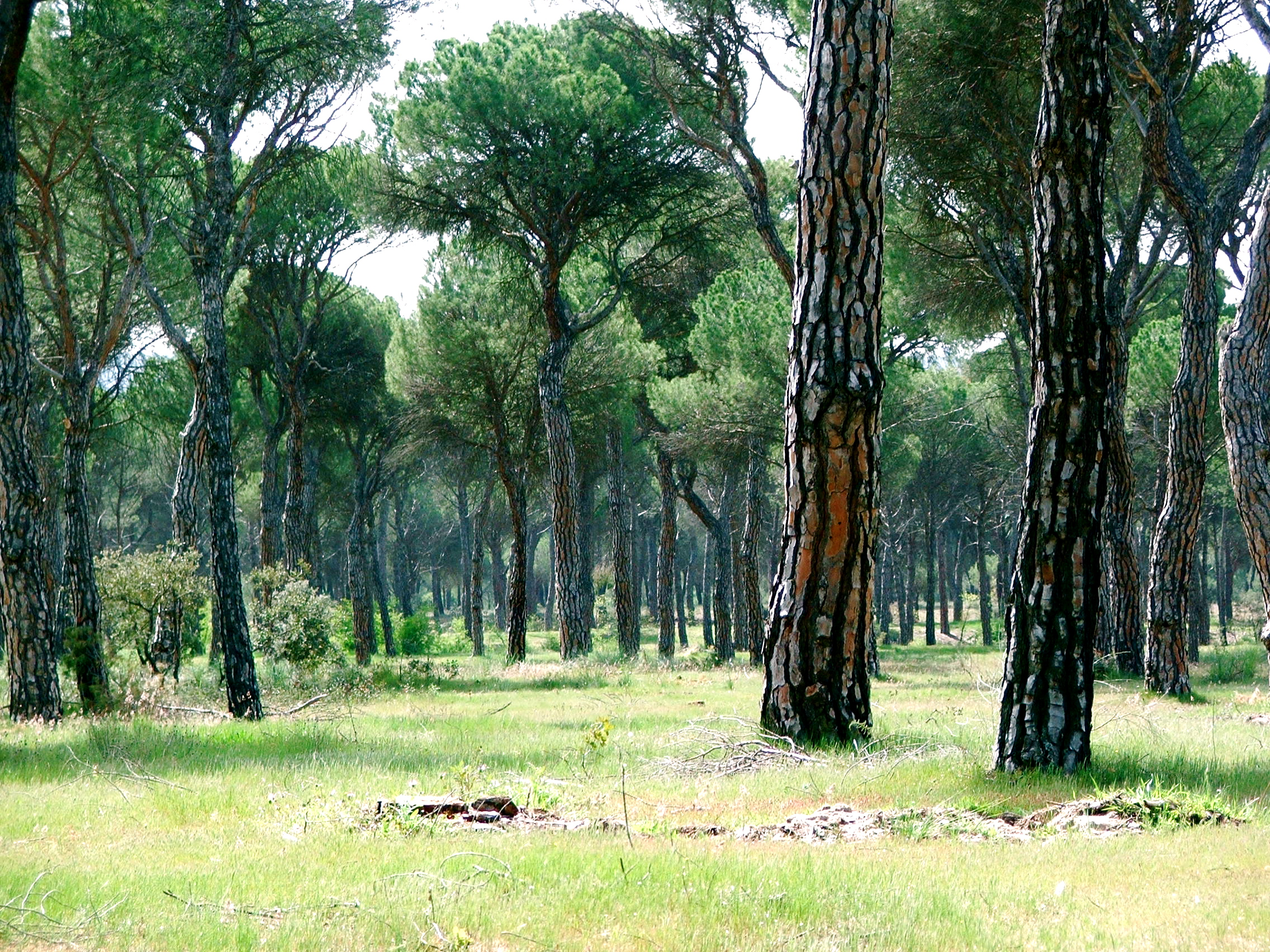
Pinar en Tudela de Duero (Valladolid)
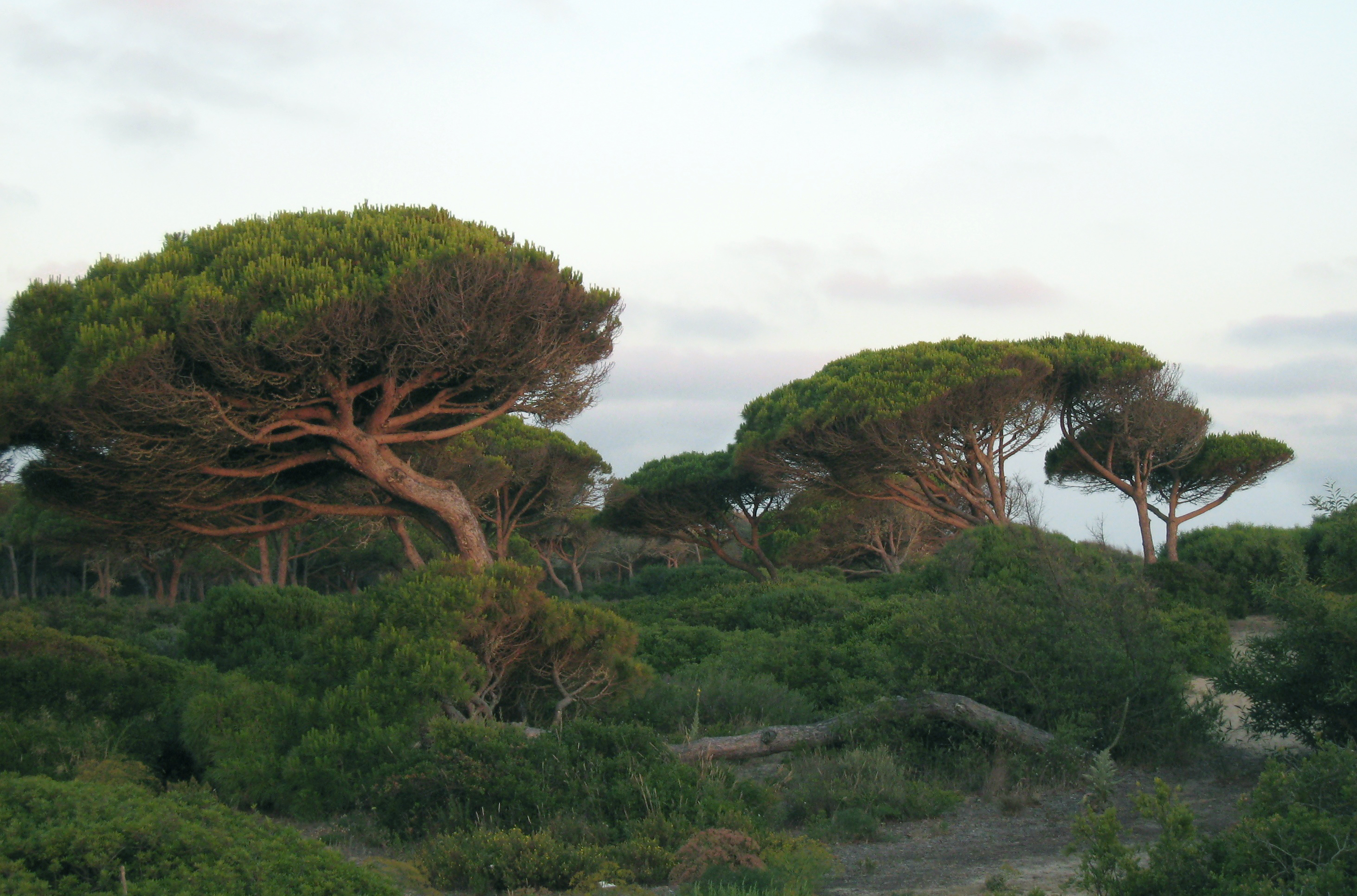
Pinos moldeados por el viento en Sancti Petri (Andalucía, España).
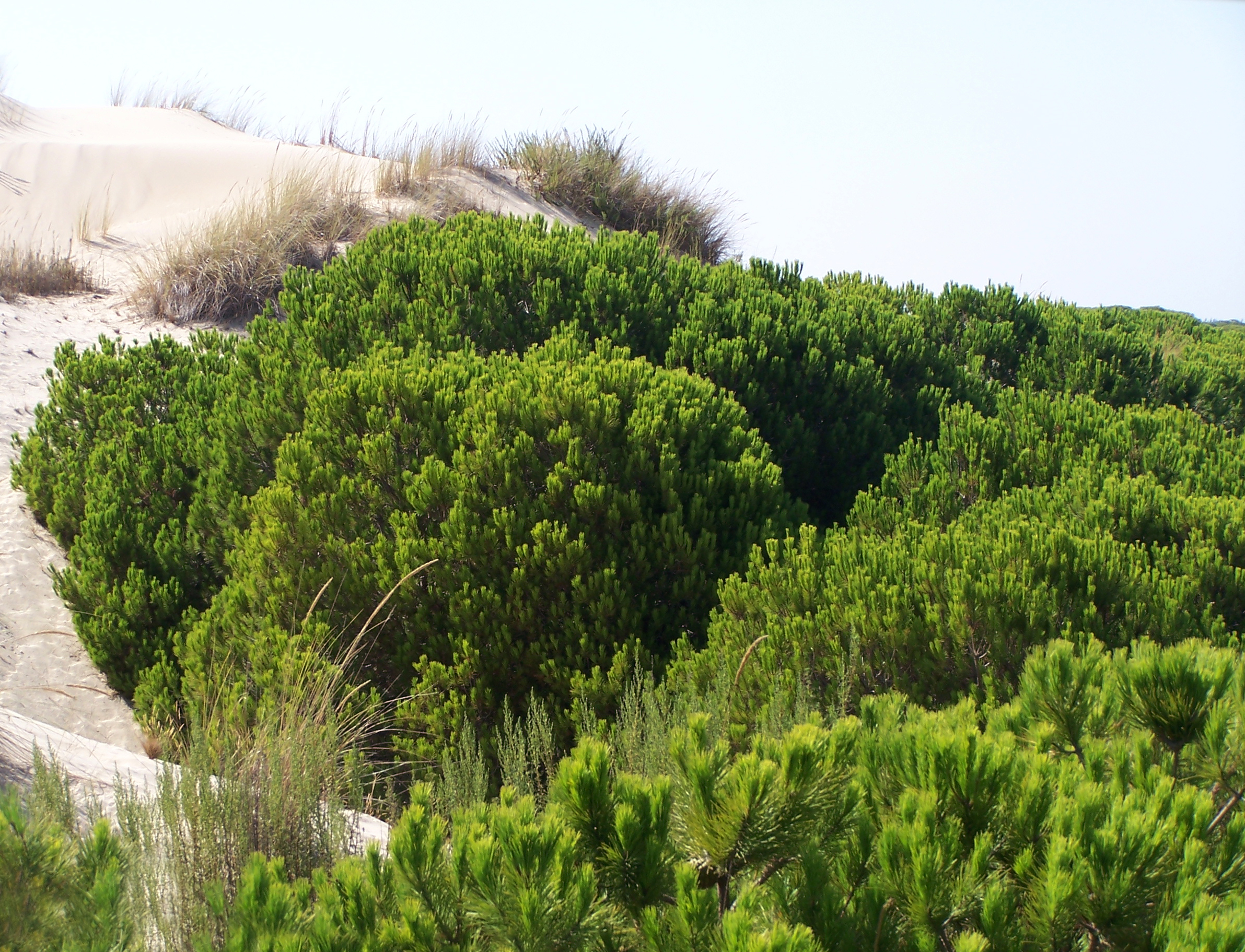
Pinos piñoneros entre las dunas en el Parque Nacional de Doñana (España).
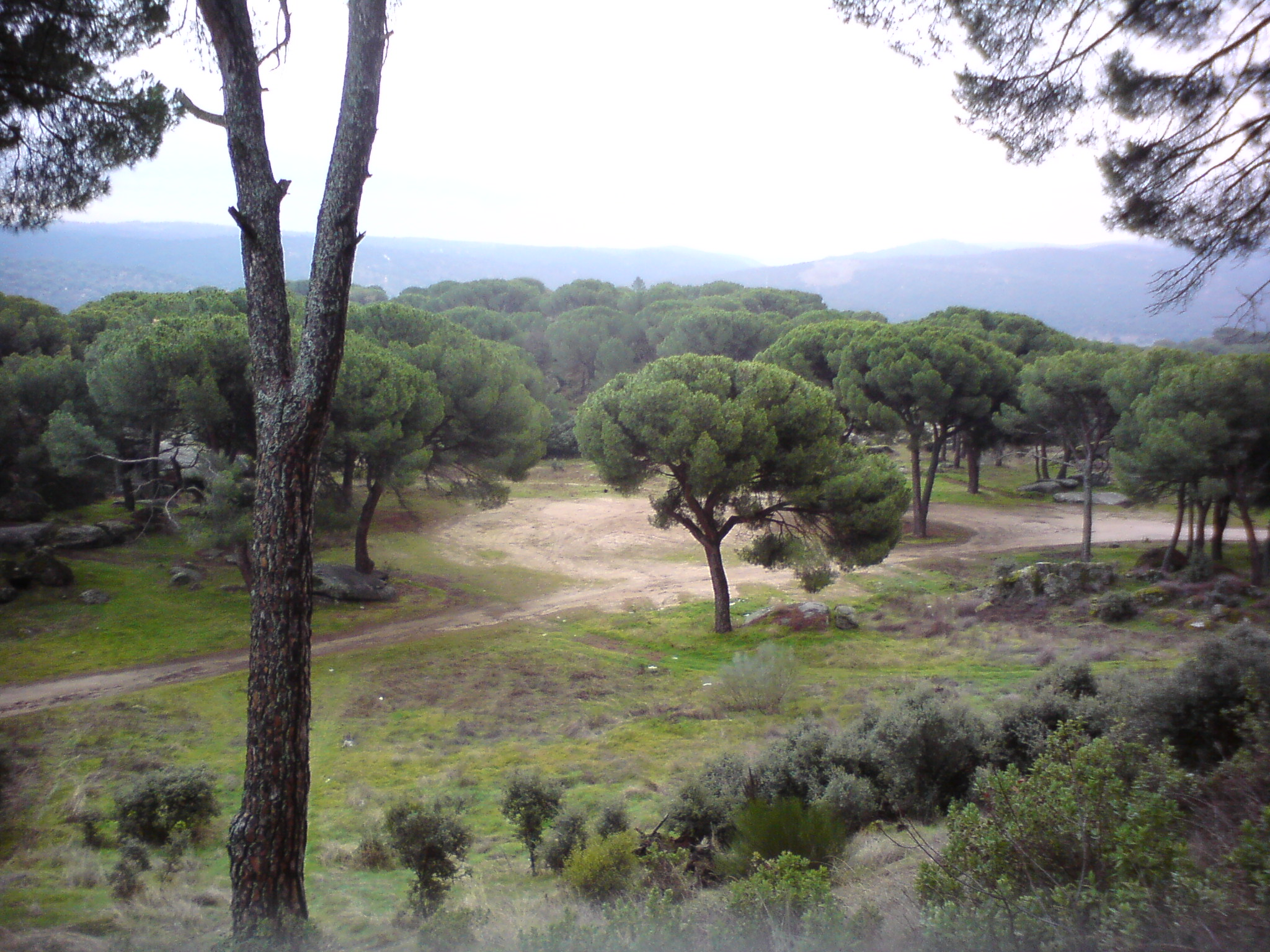
Bosque de pinos piñoneros en el Embalse de San Juan (Comunidad de Madrid, España).